# Thomas Lièvremont
Thomas Lièvremont (Perpignano, 6 novembre 1973) è un ex rugbista a 15 e allenatore di rugby a 15 francese.

## Biografia
Membro della numerosa famiglia Lièvremont che comprende sette fratelli e una sorella, tutti rugbisti (dei quali quelli a più alto livello sono Marc, allenatore della Nazionale francese e Matthieu, flanker del Dax, nonché Claire, vincitrice del campionato femminile di rugby nel 2005), crebbe rugbisticamente nell'Argelès-sur-Mer prima di entrare nel rugby di vertice nel Perpignano.
Esordì in Nazionale nel 1996 contro il Galles, poi nel 1997 non disputò incontri internazionali: fu richiamato per il Cinque Nazioni 1998, vinto dalla Francia con il Grande Slam; disputò tutti i tornei fino al 2001, poi realizzò altri due Slam, nei tornei del 2004 e del 2006; in tale edizione del Sei Nazioni disputò la sua ultima partita internazionale, di nuovo contro il Galles.
Prese anche parte alla Coppa del Mondo di rugby 1999 in Galles, nel corso della quale la Francia arrivò alla finale, perdendola poi contro l'Australia.
Si trasferì nel 2000 al Biarritz insieme a suo fratello Marc e quando quest'ultimo, una volta divenuto allenatore, giunse nel 2007 alla guida del Dax, chiamò nella stessa squadra Mathieu e lo stesso Thomas; i due non scesero tuttavia mai in campo agli ordini del fratello maggiore, perché questi divenne allenatore della Nazionale francese.
Nel 2008, terminata a sua volta l'attività agonistica, Thomas Lièvremont è diventato allenatore dello stesso Dax e, quindi, anche di suo fratello Mathieu; al Dax rimase fino a tutta la stagione 2009-10, poi lasciò l'incarico per assumere, in coppia con Christian Gajan, la conduzione tecnica del Bayonne; la coppia è stata sollevata dall'incarico nel dicembre 2011 a causa della posizione di classifica (terzultimo posto a metà campionato).

## Palmarès
- Campionati francesi: 3
Biarritz: 2001-02; 2004-05; 2005-06